# ピグミー

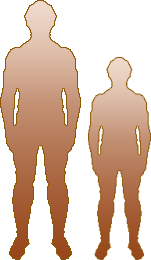
ピグミー（右）及びヨーロッパ人（左）の身長比較

ピグミー（Pygmy）は、中央アフリカの赤道付近の熱帯雨林に住む狩猟採集民である。特に身長が低い（平均1.5メートル未満）という顕著な特徴を持ち、人種学的にはネグリロ (Negrilo) と呼ばれる。現地ではバヤカとも呼ばれる。

## 諸民族

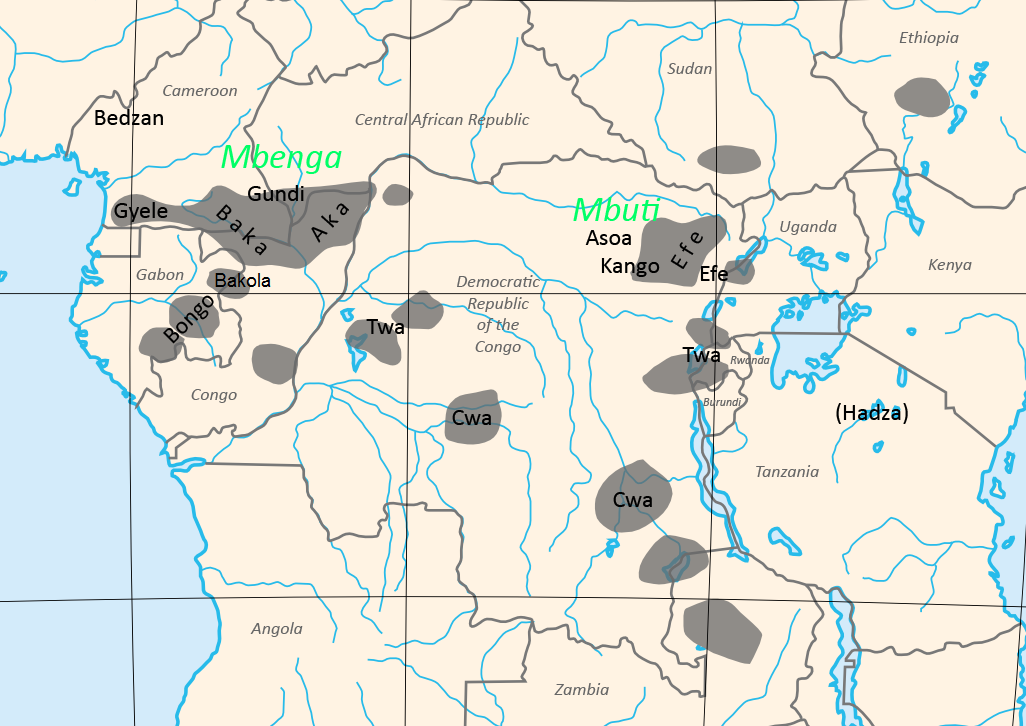
ピグミー諸民族の分布図

ピグミー（バヤカ）は大きく分けて、大湖地域のトゥワ、コンゴ盆地の東部イトゥリの森（英: Ituri (Rain)forest）に住むムブティ、西部のアカ（Aka）やバカがいる。小さなグループも多い。
| 国名               | 民族名                                   | 人口            |
| コンゴ民主共和国   |                                          |                 |
| ------------------ | ---------------------------------------- | --------------- |
|                    | ムブティ                                 | 30,000 - 40,000 |
|                    | エフェ（Efé）                            | ?               |
|                    | トゥワ                                   | ?               |
| ルワンダ           |                                          |                 |
|                    | トゥワ                                   | ?               |
| カメルーン         |                                          |                 |
|                    | バカ                                     | ?               |
|                    | バギエリ（Bagyele、Bajeli; 別名: Gyele） |                 |
| ガボン             |                                          |                 |
|                    | バボンゴ                                 | ?               |
| 中央アフリカ共和国 |                                          |                 |
|                    | アカ                                     | ?               |
| コンゴ共和国       |                                          |                 |
|                    | アカ                                     | ?               |

## ピグミーの起源
ピグミーは様々な民族名を持ち、それぞれ異なる言語を話す。しかし、その一方で、ひとまとまりの存在と見なされてきた。その理由は、一つに小柄という顕著な身体的特徴であり、もうひとつは文化的な共通性である。しかし、一部の研究者は様々な根拠から、異なる起源を持つ集団ではないかと異論を提出している。彼らは共通祖先の形質を継承したからではなく、熱帯雨林における狩猟採集生活という環境が自然選択として働いた結果、似たような身体に収斂したとする。もし、そうだとすると、ピグミーという言葉で複数の集団をまとめる事に問題が生じる事になる。

### 名前の由来
無文字社会であるピグミーの記録は外部社会に依存する。ピグミーについての最古の記録は、古代エジプトのヒエログリフで、ペピ2世が「小人 dng」の神のダンスを見たいと地方の行政官に通達したという記録がある。ピグミーという語につながる最古の記録はホメロスの叙事詩イーリアスに出てくる、鶴に殺される小人族のピュグマイオイPygmaioiで、肘尺のpygmē（肘から拳までの長さ 約35cm）に由来する。直接的には、アリストテレスが『動物誌』動物部門編においてナイル川の水源地から飛来する鶴と戦う穴居生活をする人々を記述していることから、現在アフリカでピグミーと呼ばれる人たちとピグミーという単語が結びつけられている。なおインドのネグリトとピグミーが結びつけられた経緯は、プリニウスが『博物誌』において、鶴と戦う背丈が75cmを越すことのない小人族の話がインドの先の山岳地帯とされたことによる。プリニウスはこの記述を他の様々な怪物や怪人と並べて記載しており、中世までヨーロッパ社会の中で知られていた。
ルネサンス期以降、ピグミーの実在についての論争があったが結論はでなかった。しかし17世紀以降、アフリカやアジアの情報が増えると、ピグミー実在説が強くなった。解剖学者のタイソンはチンパンジーの標本にピグミーと名付け、一方では博物学者のエドワーズはオランウータンを「森の人、もしくはピグミー」とみなしたために、 ボルネオオランウータンの学名であるPongo pygmaeusに痕跡が残っている。また博物学者のビュフォンは鳥類の博物誌において、「ピグミーは明白にサルであり、知識がなかったり、(略）、観察者が人とみなしてしまった」という記述を残している。
現在も怪物の一派としての小人やサルというイメージがピグミーという単語にはこびりついているので、人類学者のヒューレットは「森の狩猟採集者 (forest forager)」、ケンリックは「森の民 (forest people)」を使って論文を書いている。しかし現代の中央アフリカの都市部でガードマンや治療者として生きているものの存在や、これからの彼らの生活を考えると森と結びつけた呼称が本当に政治的に妥当な配慮となっているのかは別問題である。

### 言語
ピグミーは多様な言語集団の集合であり、「ピグミー族語」は存在しない。彼らが使う言語は隣接する農耕民あるいは歴史的に隣接していたと考えられる農耕民の言語の方言とみなされている。コンゴ盆地東部で隣接した地域に住むムブティとエフェの場合、ムブティはニジェール・コンゴ大語族のバントゥー系の言語、エフェはナイル・サハラ大語族と隣接農耕民の言語を話している。一方でコンゴ盆地西部のアカとバカの場合近隣の住民と同じ言語を話しているわけではない。民族言語学的な歴史過程の復元によれば、アカとバカの共通祖先集団は（現在の）中央アフリカ共和国南部に居住していた。当時隣接していた農耕集団のンガンドとングバカと密接な関係をもち、それぞれの言語を話すグループとしてアカとバカに分かれたが、トウモロコシなどの新大陸産の産物が伝えられて以降に、バカが何らかの経緯で南西方向に大移動し、他の言語を身につけないまま今に至り、アカは（おそらく）一時的にンガンドと離れていた時期があり別言語化した。バカもアカも農耕民と会話するとき、その農耕民の言語を使うが、近隣の農耕民がバカやアカの言語を理解することはまれである。
以上のような事情から、ピグミーは農耕民との接触以前は無言語であり、農耕民との接触によって言語を獲得した、あるいは農耕民の中のある被支配階層が狩猟採集生活に適応した結果身体が矮小化した（ので農耕民とピグミーは同一言語を話している）という説が立てられたことがあった。しかし12万5000年─16万5000年前にコイ=サン語族とピグミーが他の人類集団から分岐したにもかかわらず、前者のみ独自言語を持つという仮説は不自然である。なおピグミー全体に共通する語彙についての研究はないが、隣接したピグミーと農耕民の語彙の比較研究から、固有名詞や儀礼の言葉、動植物名にピグミーオリジナルの語彙の存在は確かめられており、かつては存在していたオリジナルな言語が、農耕民との接触によって文法や語彙の多くが消失したと一般には考えられている。かつて存在したオリジナル・ピグミー語は遺伝子からハザ語に近縁であるとの説もある。

### 人種的特徴
ピグミーを総称した人種概念をネグリロ (Negrillo) と呼び、次のような特徴的な形質を有するとされる。
平均身長が150cmに満たない。他の黒人ほど肌の色は濃色ではない場合がある。体は筋肉質で胴は長くて太く、腕は長く足は短い。頭部が大きい。
髪質は細くちぢれていて体毛は毛深い。また、ブッシュマンやホッテントットといったカポイドにも見られる「脂臀」といわれる特殊な形質が女性にあらわれる事がある。
ネグロイドの下位区分とされるが、その特徴的な形質からさらに独立した人種とされたり、カポイドの集団と近縁ともされることもあるが、カポイドは突顎が弱く長頭が多いなどいろいろ異なる点が多い。
かつては東南アジアの小さな体をもつ狩猟採集民（フィリピンのアグタ族 (Agta) とバタク族 (Batak)、マレー半島のセマン人 (Semang)、アンダマン諸島の先住民など）と含め「ネグリト」と呼ばれ、フランスの人類学者カトルファジュは、両者を南インドを起源とする一つの人種であると捉えたが、東南アジアのネグリトは皮膚の色がより濃く、体毛が薄く、突顎が著しくないという形質的な違いがあり、少なくとも1960年代後半にはすでに別系統説が強くなっていた。現在は遺伝学的に近縁でない事がわかっており、東南アジアのネグリトはモンゴロイドに属するとされる。

### 遺伝学より
言語学は文化的なオリジンを探求する方法であるが、生物学的な側面については遺伝学を利用することで理解することができる。
ピグミーにはY染色体ハプログループB系統が高頻度で見られる。このグループは大地溝帯から森林地帯へ西進した系統である。
ミトコンドリアDNAの分析によって、例えば西のピグミー（アカやバカなど）と東のピグミー（トゥワやムブティなど）の間の遺伝的な類似性よりも、それぞれの近隣農耕民との方が遺伝的に近いという結果が得られている。しかしこれによって、ピグミーの同一起源が否定されたわけではない。実際にはピグミーの女性は近隣の農耕民に娶られるという一方的な通婚があり、ピグミーの女性の遺伝子が農耕民に供給されてきたからである。mtDNAの集団内多様性や核DNAの研究から、実際にはピグミーと他の人々は6-7万年前に分岐し、2万年前に東と西にピグミーが分岐したという結果が得られ、ピグミーは同一起源であるというのが有力である。しかしながらピグミーの特徴である低身長については、ピグミーが西と東に分かれて以降、それぞれの集団が独自に環境に適応した結果であるという説もある。

## 社会・文化

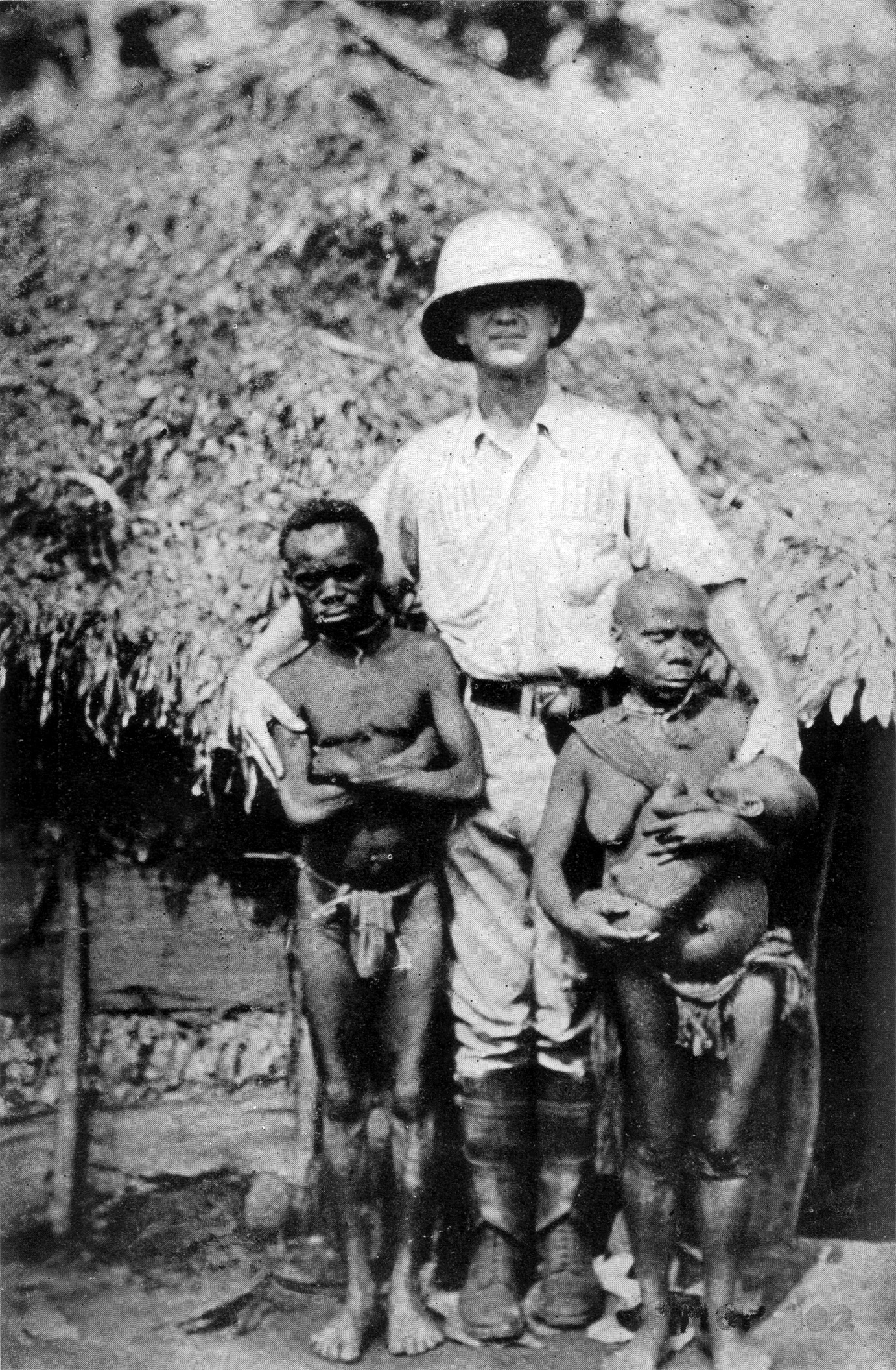
アフリカピグミーとヨーロッパの探検家

最も人類学的研究の進んだピグミーはコンゴ民主共和国のイトゥリの森に住むムブティ族である。コリン・ターンブル (Colin Turnbull) は著書『森の民～コンゴ・ピグミーとの三年間～ (The Forest People) 』 (1962) の中で彼らを主題とした研究成果を示している。
ピグミーは他の民族と異なり、10代はじめに身長の成長が鈍化する傾向にあるために成人の身長が低くなる。これらは環境への適応のためであり、人間以外の種でも小さな身体というのは、小島や密林といった隔絶された環境に応じ、それぞれ独立して進化した結果であることが知られている。ピグミーの祖先が生きた環境はかれらの身体サイズを多世代にわたり小さくし、そして今日、自然淘汰によりその遺伝子が支配的になっている。

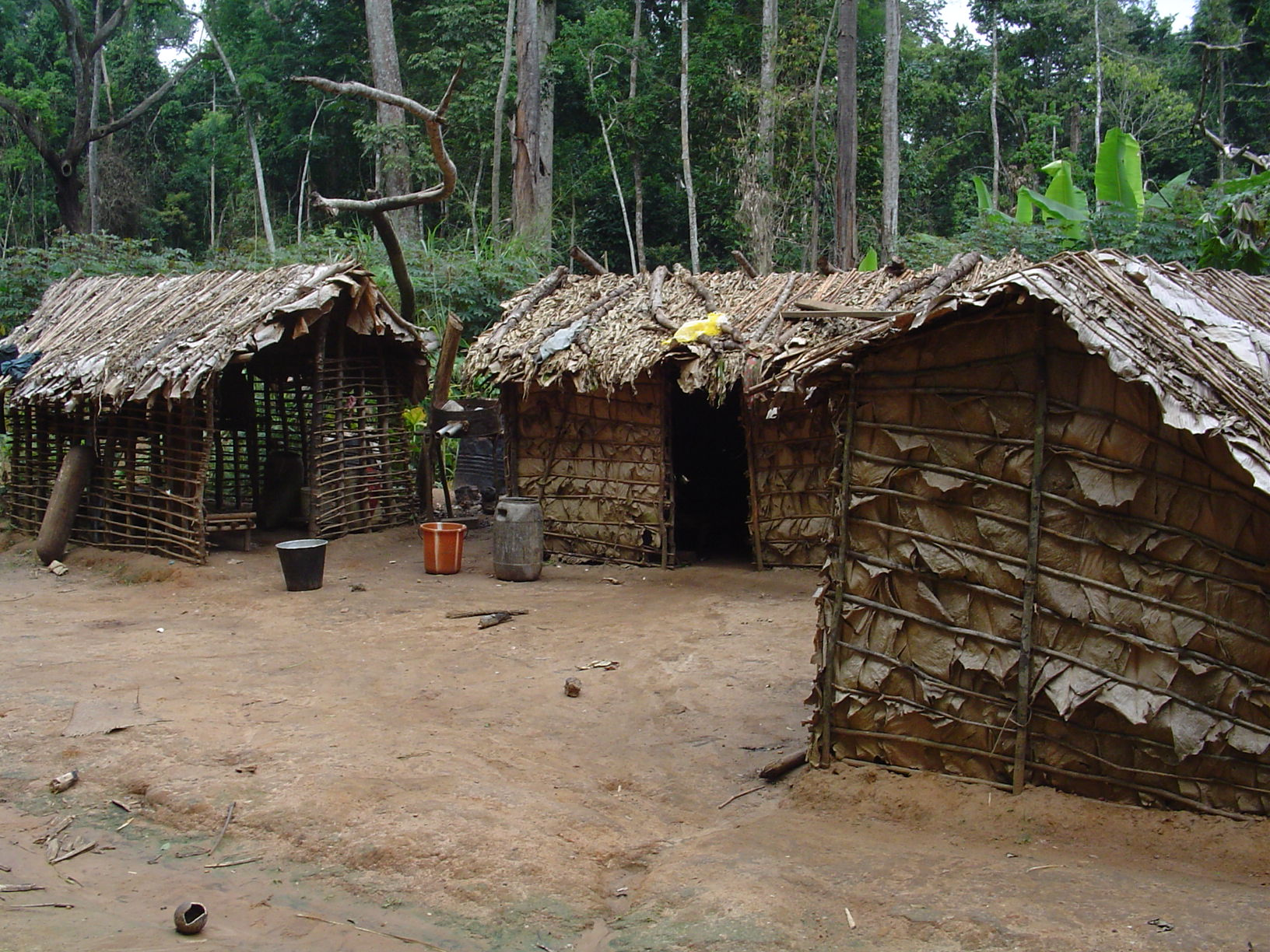
コンゴ共和国にあるピグミーの家は木ぎれと葉っぱで建てられている

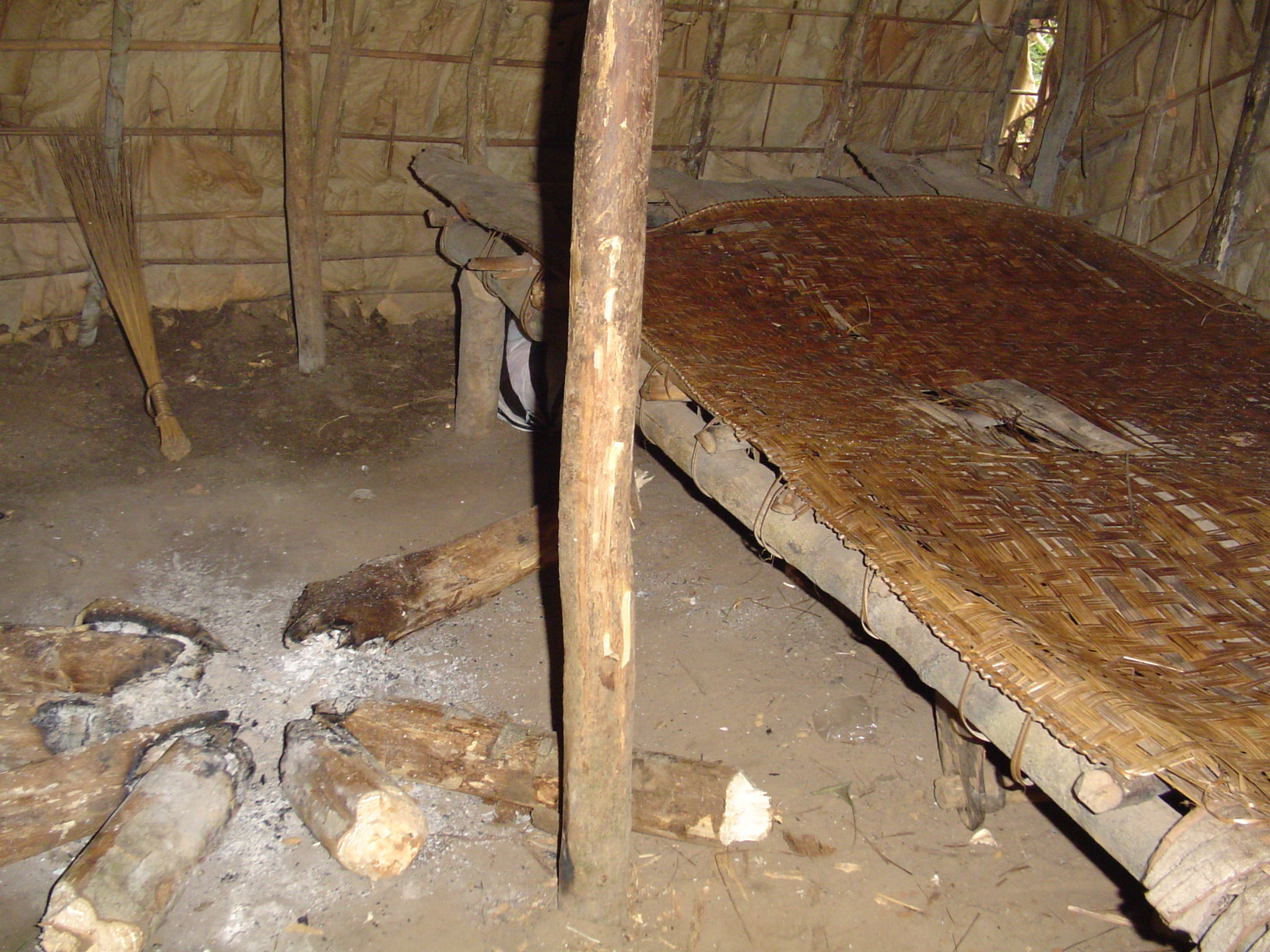
コンゴ共和国のピグミー家屋の内部

アフリカのピグミーは集団、即興による複雑なポリフォニーが特徴的な声楽によってよく知られている。Simha Aromはピグミー音楽の多音の複雑さは、中世ヨーロッパのアルス・ノーヴァのポリフォニーとよく似ていると指摘している。ピグミー音楽に用いられるほとんどの楽器は単純かつ実用的なもので伝統的なノマディック（放浪的）ライフスタイルに似つかわしい。ピグミー社会は平等主義で有名である（おそらく空想的に描かれたもの）。彼らはよく理想郷と未開社会の両者を包含するものとして空想的に描かれ、彼らが長期にわたり、ピグミー以外の「より近代的な」集団（近隣の村落、農場経営者、材木会社、宣教師、狩り場に侵入するハンター）と関係を持ち続けてきたことを見落としがちである。アフリカのピグミーは独自の言語は持っていないが、周辺のピグミー以外の言語（バンツー語など）を話す。
コンゴ共和国のサンガ川沿いのウェッソ (Ouesso) とポコラ (pl:Pokola) のちょうど中央付近にあるピグミーの家は、棒きれと葉っぱで建てられており、とても狭く、木製のベッドと棚のような基本的な家具だけがある。熱帯雨林では夜間の冷え込みが厳しいため、内部には囲炉裏が設けられており、トウモロコシやその他の果物を蒸留して酒を造るために使われている。彼らはまた非常に有能な猟師でもある。
政府との関係は没交渉ということもなく、1977年（当時はザイール）に発生した第一次シャバ紛争では、政府軍に協力する形で弓矢で武装した部隊が参加している。

## ピグミーの一般的用法
「ピグミー」は、一般的には矮小な人種や動物に適用される（たとえばピグミーマーモセットなど）用語である。古代ギリシャの肘尺pygmēが語源となっている。